# Parti travailliste mexicain
Ne doit pas être confondu avec Parti du travail (Mexique).

Logo du Parti travailliste mexicain

Le Parti travailliste mexicain (en espagnol Partido Laborista Mexicano) a existé de 1919 à 1940.
Le PLM a été fondé le 29 décembre 1919 à Mexico sur l'initiative de Luis Napoleón Morones. Les présidents mexicains Álvaro Obregón et Plutarco Elías Calles ont été membres de ce parti. Les partis politiques rivaux du PLM étaient le Parti libéral constitutionnaliste (PLC), majoritaire au congrès mexicain, ainsi que le Parti communiste mexicain, le Parti national agrarien (PN.A), le Parti national coopérateur (PNC) et le Parti national anti-réélectionniste (PNA).
Après l'élection d'Álvaro Obregón, en 1928, le parti politique a commencé à décliner ; l'ex-président Plutarco Elías Calles a fondé le Parti National Révolutionnaire (PNR), en 1929.